# Bingen Fernández
Pour les articles homonymes, voir Fernández.
Bingen Fernández Bustinza, né le 15 décembre 1972 à Bermeo en Biscaye, est un coureur cycliste espagnol des années 1990-2000. Il est actuellement directeur sportif au sein de l'équipe Cofidis.

## Biographie
Il passe professionnel en 1996 au sein de l'équipe Euskaltel et court au sein de l'équipe Cofidis de 2002 à 2009. En 2010, il devient directeur sportif de l'équipe américaine Garmin-Transitions devenue depuis Cannondale-Drapac. Il occupe le même poste entre 2017 et 2020 au sein de la formation Dimension Data, puis depuis 2021 chez Cofidis.

## Palmarès
- 1994
  - 2e de la Subida a Gorla
- 1997
  - 2e du Trofeo Comunidad Foral de Navarra
- 2000
  - 3e du Tour d'Aragon
  - 4e du Tour du Pays basque

## Résultats sur les grands tours

### Tour de France
2 participations
- 2002 : 79e
- 2009 : 105e

### Tour d'Espagne
10 participations
- 1998 : abandon (11e étape)
- 2001 : 50e
- 2002 : 87e
- 2003 : 85e
- 2004 : 67e
- 2005 : 33e
- 2006 : 85e
- 2007 : 68e
- 2008 : 87e
- 2009 : 58e

### Tour d'Italie
2 participations
- 2007 : 29e
- 2008 : abandon (9e étape)